# Блакитна зона

Діаграма Венна, що показує особливості стилю життя мешканців Окінави, Сардинії і Лома-Лінди. Їх об'єднує залученість у родинне та громадське життя, відсутність паління, дієта на основі рослинної їжі (зокрема, вживання бобових) і помірна фізична активність.

«Блакитні зони» — це кілька невеликих регіонів світу, в яких набагато вища частка людей, які живуть начебто значно довше за середньостатистичний термін.
Саме поняття «блакитні зони» з'явилося завдяки Майклу Пулену і Джанні Песу, які виявили, що в провінції Нуоро, розташованої на італійському острові Сардинія, проживає найбільша в світі кількість людей, які відзначили 100-річний ювілей. Пізніше до досліджень Пулена і Песа приєднався Ден Бюттнер, разом з яким вчені виділили 5 зон по всьому світу, де жителі відрізняються особливим довголіттям:
- Острів Окінава (Японія). Тривалість життя в Японії — одна з найвищих в світі, проте саме на острові Окінава кількість людей, які досягли 100-річного віку в 5 разів більше, ніж в інших регіонах країни.
- Провінція Ольястра (Сардинія, Італія). Провінція Ольястра до 2005 року була частиною провінції Нуоро, з якої і почалася вся історія. Сьогодні ж на території вже самостійної провінції, розташованої в гірській місцевості, з населенням всього близько 57 тис. осіб (найнижчий показник серед решти провінцій) проживає найбільша кількість довгожителів у всій Італії: саме в Ольястрі найбільше чоловіків, вік яких перевалив за 100 років.
- Місто Лома-Лінда (Каліфорнія, США). Середня тривалість життя в містечку Лома-Лінда з населенням близько 23 тис. осіб, на 10 років більше, ніж в середньому по країні. Жінки тут живуть 91 рік, чоловіки — 89, а кількість ракових захворювань на 80 % менше, ніж в інших містах США. Велика частина місцевих жителів належить до релігійної громади адвентистів сьомого дня.
- Острів Ікарія (Греція). За тривалістю життя Греція займає 2-е місце в світі після Японії, проте остров'яни обганяють інших греків: якщо в цілому по країні люди живуть 79,8 року, то ікарці — 88,1 року.
- Півострів Нікоя (Коста-Рика). Незважаючи на те, що регіон і його мешканців складно назвати багатими, кількість людей, які до 90 років не перестають вести активний спосіб життя, в 2,5 рази більше, ніж у США, при цьому на медичне обслуговування вони витрачають в 15 разів менше.

## Критика
Концепція громад блакитної зони, які мають виняткову довговічність, була піддана сумніву через відсутність інформації, що ґрунтується на фактах. Це також було поставлено під сумнів значним зниженням тривалості життя протягом 21-го століття на Окінаві, з аналізом, який прийшов до висновку, що «довголіття чоловіків зараз посідає 26 місце серед 47 префектур Японії». Дослідження, проведене Пуленом у 2011 році для підтвердження тверджень про довголіття на Окінаві, не змогло перевірити, чи були жителі такого віку, як вони повідомляли, через багато записів, які не пережили Другу світову війну.
Гаррієт Холл, яка писала для Science-Based Medicine, заявила, що немає ніяких контрольованих досліджень літніх людей у блакитних зонах, і що дієти блакитної зони базуються на припущеннях, а не на доказах за допомогою суворого наукового методу.